# Andin (cheval)
Pour les articles homonymes, voir Andin.
L’Andin, ou Criollo péruvien (espagnol : Andino), est une race chevaline originaire du Pérou. Élevé en altitude, il présente des adaptations remarquables à ce biotope, en termes de capacité pulmonaire et d'épaisseur de pelage. L'Andin est employé comme cheval de selle et de bât dans les montagnes, ses capacités de portage étant d'environ 90 kg, malgré sa petite taille.

## Histoire
CAB International répertorie cette race sous le nom d'« Andin » (Andean), tandis que la base de données DAD-IS distingue des sous-types, dont les Morochuco et Morochuco Chumbivilcano. Bonnie Lou Hendricks (université de l'Oklahoma) précise que ces chevaux sont connus sous les noms d'« Andin », de « Criollo péruvien », et de « Morochuco », ce dernier étant une variété de l'Andin ; dans DAD-IS, le Morochuco est considéré comme une variété du Criollo péruvien. Le dictionnaire de CAB International effectue une distinction claire entre l'Andin et le Paso péruvien.
Ces chevaux proviennent des montures de conquistadors espagnols qui se sont adaptées au biotope des Andes.

## Description
Il montre l'influence du cheval colonial espagnol, et se présente comme un petit cheval solide, proche par son aspect du poney tibétain, plus anguleux que le Paso péruvien,. Hendricks indique une taille allant de 1,22 m à 1,37 m, le guide Delachaux note 1,21 m à 1,35 m. 
Ces chevaux sont caractérisés par de très importantes capacités pulmonaires et par un pelage abondant, adaptations à leur biotope d'altitude. Les Andins vivent en effet habituellement à des hauteurs de plus de 2 500 m. La tête, au profil convexe, est assez grosse,, attachée à une courte encolure musclée,. Le poitrail est étroit, les pâturons courts et les sabots durs. 
Les robes les plus fréquentes sont le noir, le bai, et plus rarement l'alezan,.
Les Andins ont la réputation d'être particulièrement habiles pour reconnaître les plantes toxiques pour eux. Ils disposent d'une grande endurance

## Utilisations

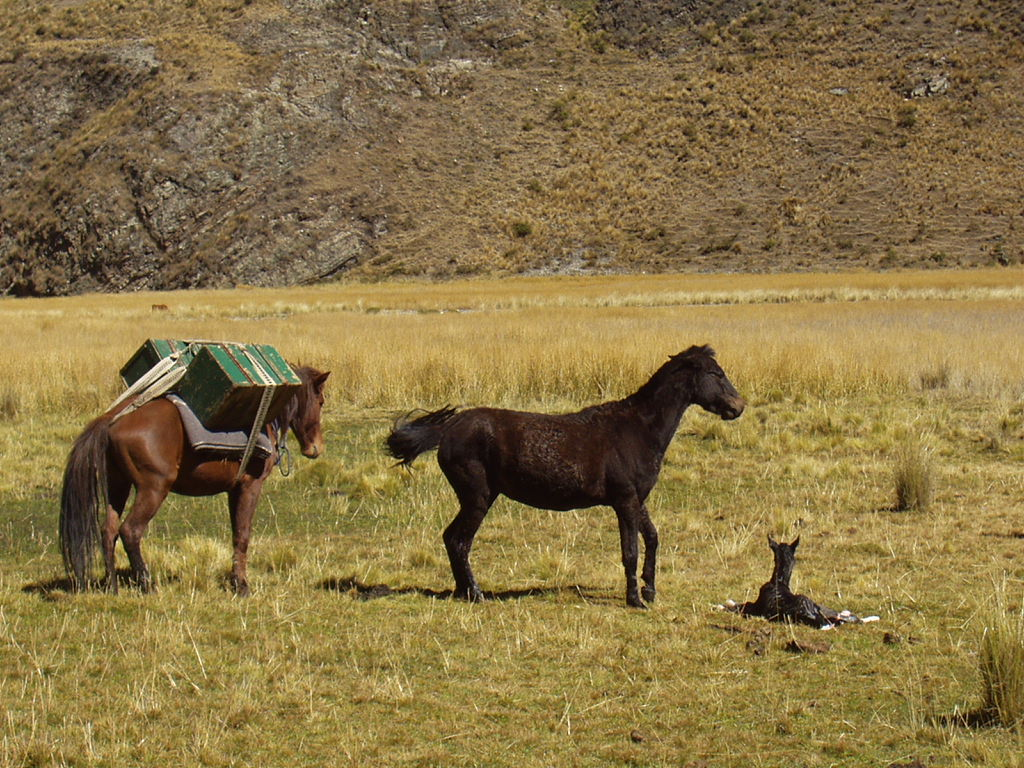
Andin bâté et menacé d'une ruade par une jument poulinière.

Cette race est montée ou bâtée dans la montagne, en fonction des besoins. Au bât, elle peut porter plus de 90 kg. Elle a du potentiel pour la randonnée équestre.

## Diffusion de l'élevage
La race est propre aux Andes. Il n'existe pas d'informations quant à sa diffusion et son niveau de menace, mais l'Andin est vraisemblablement vulnérable à l'extinction.